# Rolando Rigoli
Rolando Rigoli (ur. 3 października 1940 w Livorno) – włoski szablista, dwukrotny medalista olimpijski i trzykrotny medalista mistrzostw świata.
Na igrzyskach olimpijskich w Meksyku w 1968 roku razem z Wladimiro Calarese, Michele Maffeim, Pierluigim Chiccą i Cesare Salvadorim zdobył drużynowo srebrny medal. W rywalizacji indywidualnej zajął tam piąte miejsce. Na rozgrywanych cztery lata później igrzyskach olimpijskich w Monachium w reprezentacja Włoch w składzie: Michele Maffei, Rolando Rigoli, Cesare Salvadori, Mario Aldo Montano i Mario Tullio Montano zdobyła drużynowo złoty medal. W turnieju indywidualnym odpadł tym razem w ćwierćfinałach. 
Podczas mistrzostw świata w Wiedniu w 1971 wspólnie z kolegami z reprezentacji zdobył brązowy medal w zawodach drużynowych. W konkurencji tej zdobył następnie brązowy medal na mistrzostwach świata w Göteborgu (1973) i srebrny na mistrzostwach świata w Grenoble (1974).

## Starty olimpijskie
Meksyk 1968
- szabla drużynowo –  srebro

Monachium 1972
- szabla drużynowo –  złoto